# 상지학원 (원주)
학교법인 상지학원은 대한민국의 사학재단이다. 중·고등 교육기관을 설치하여 운영하고 있다. 소속 학교 교내 교수회, 총학생회 등과 원주시 시민 단체가 함께하여 해결을 보았다.

## 구성

### 상지대학교
상지대학교는 강원특별자치도에 소재한 종합대학이다. 재단 설립자인 원홍묵(元鴻黙)이 설립한 관서대의숙이 모태이며, 1989년 종합대학으로 승격했다. 9개의 단과대학과, 5개의 대학원을 설치하고 있다.

### 상지대관령고등학교
상지대관령고등학교는 강원특별자치도에 위치한 일반고등학교다. 1974년 설립되었다.

## 폐지

### 상지영서대학교
상지영서대학교는 강원도에 설립된 전문대학이다. 1973년 설치된 원주실업전문학교가 모태이며, 법인 내 재정 문제와, 대학기본역량진단의 저조한 대학 평가 등의 복합적 사유로, 상지대학교와 통합된 후 2020년 폐교하였다.